# محمدرضا ایلدار ژاله
محمدرضا ایلدار ژاله  (زادهٔ ۱۳۲۶ خورشیدی در مشکین‌شهر) سازنده ساز و شاعر ایرانی است.

## زندگی
محمدرضا ایلدار ژاله در ۱۷ خرداد ۱۳۲۶ در مشکین‌شهر به دنیا آمد. وی کارمند بازنشسته بانک ملی ایران بوده و ساختن ساز را به طور رسمی از سال ۱۳۵۷ آغاز نمود. تخصص وی در ساختن تار و سه‌تار است. ولی در ساختن سازهای سنتور، تنبور، قیچک، کمانچه، دف و دایره مهارت دارد و نوآوری‌هایی نیز در زمینه ساخت و صدادهی این سازها به انجام رسانده‌است. او بر روی هر یک از سازهایی که می‌سازد، یک شماره سریالی حک می‌کند که نشان می‌دهد چندمین سازی است که توسط او ساخته شده‌است. وی تا بهمن سال ۱۴۰۳ مجموعا ۱۵۳۵ دستگاه ساز تولید نموده‌است. او مقیم تهران بوده و در محله‌ سلسبیل زندگی می‌کند.

## فعالیت هنری
ایلدار ژاله شاگردان بسیاری را تربیت نموده است.تشکیل محافل آموزشی از روشهای آموزش ژاله می‌باشد. وی در سرودن شعر نیز دستی دارد. از وی کتابی با عنوان ساز و راز و آیینه‌ای که دارم منتشر گردیده که شامل برگزیده غزلیات، دوبیتی‌ها و رباعیات او می‌باشد. او در جهت بهبود سازهای ایرانی و تولید صداهای نو دست به ابتکاراتی زده که منجر به اختراع چندین ساز مضرابی و آرشه‌ای گردیده‌است. ابداعات وی به قرار ذیل است:

## سازهای مضرابی
- دلنواز: سازی مضرابی با صدایی ما بین تار و سه‌تار.
- هما
- نرگس
- نسیم
- مراژ: نام این ساز برگرفته از سرواژه‌های محمد رضا ایلدار ژاله می‌باشد.
- صبا
- شکوه

## سازهای آرشه‌ای
- دل‌آرام
- دل‌گشا
- دل‌انگیز - سوپرانو
- دل‌انگیز - آلتو
- دل‌انگیز - باس
- نغمه
- دل‌نشین
- دل‌آویز : محمدرضا درویشی در موسیقی نمایش افرا به کارگردانی بهرام بیضایی از این ساز استفاده کرده‌است. درویشی علت استفاده از این ساز را صدای خش‌دار آن که یادآور موسیقی قدیم ایران است اظهار نمود.
- دل‌کش
- ژاله - آلتو: محمدرضا درویشی در موسیقی نمایش هزار و یک شب به کارگردانی بهرام بیضایی از این ساز استفاده نموده‌است.
- ژاله - سوپرانو